# Mian Shan

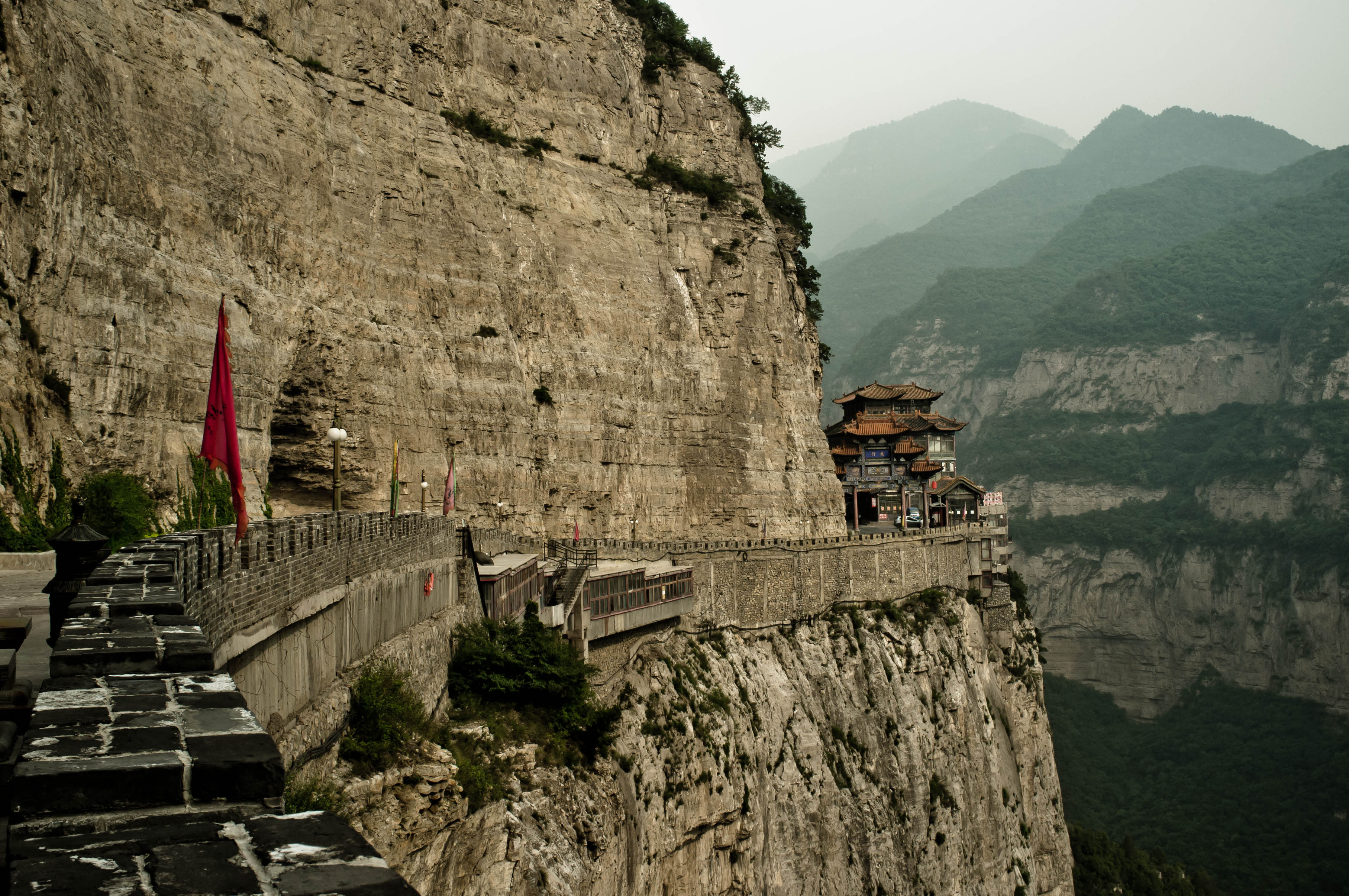
Tempel am Mian Shan

Mian Shan oder Mianshan (chinesisch 绵山) ist ein Gebirge etwa 20 Kilometer westlich von Jiexiu in der chinesischen Provinz Shanxi. Es ist eine berühmte Stätte des Buddhismus und Daoismus. Ein berühmter daoistischer Tempel ist der „Daluo-Palast“ (大罗宫,  Dàluó gōng, englisch Temple of All-Embracing Heaven).
Koordinaten: 37° 1′ 58,8″ N, 112° 8′ 44,5″ O